# 伊達勇登
伊達勇登（日语：／ Hayato Date，1962年—），日本男性動畫導演、電影導演。代表作是《幻想魔傳 最遊記》、《火影忍者》。

## 概要
其導演處女作是1998年的《電腦戰隊VOOGIE'S★ANGEL 外傳～前進吧！超級天使！》。他因《幻想魔傳 最遊記》的成功而一舉成名。
《幻想魔傳 最遊記》原本打算播出兩季後完結，但因意外的高人氣而延長至四季，全50話。此外，《火影忍者》已經成為連續播放了10多年的電視系列，伊達回憶說，當開始製作時，沒有人想到它會成為一部如此長期的電視系列。

## 執導作品

### 電視動畫
- ReReRe天才傻鵬（日语：レレレの天才バカボン）（1999年）[2]
- 幻想魔傳 最遊記（2000年）
- 旋風的大鏢客（日语：旋風の用心棒）（2001年）[3]
- 東京地底奇兵（2002年）[4]
- 火影忍者（2002年—2007年）
- 火影忍者疾風傳（2007年—2016年）
- 便利商店情人（日语：コンビニカレシ）（2017年）
- 拾又之國（2019年）[5]

### 電影動畫
- 劇場版 幻想魔傳 最遊記 Requiem 獻給落選者的安魂曲（2001年）
- 劇場版 火影忍者：木葉村大運動會（2004年）
- 劇場版 火影忍者：忍者之路（2012年）

### OVA
- 電腦戰隊VOOGIE'S★ANGEL 外傳～前進吧！超級天使！（日语：電脳戦隊ヴギィ'ズ★エンジェル）（1998年）
- 倒凶十將傳（日语：倒凶十将伝）（1999年）

## 其它參加作品
- 少女革命歐蒂娜（1997年，演出）
- 劇場版 火影忍者：大活劇！雪姬忍法帖!!（2004年，監修）
- 織田肉桂信長（2020年，分鏡、演出）
- 川越男子歌唱團（2023年，分鏡、演出）

## 外部連結
- 伊達勇登的X（前Twitter） （日語）